# Зулцтал
Зулцтал (њем. Sulzthal) град је у њемачкој савезној држави Баварска. Једно је од 26 општинских средишта округа Бад Кисинген. Према процјени из 2010. у граду је живјело 923 становника. Посједује регионалну шифру (AGS) 9672155.

## Географски и демографски подаци
Зулцтал се налази у савезној држави Баварска у округу Бад Кисинген. Град се налази на надморској висини од 254 метра. Површина општине износи 15,1 km². У самом граду је, према процјени из 2010. године, живјело 923 становника. Просјечна густина становништва износи 61 становника/km².